# Jasionka (Łódź)
Pour les articles homonymes, voir Jasionka.
Jasionka est une localité polonaise de la gmina et du powiat de Zgierz en voïvodie de Łódź.